# Atteva pustulella
Atteva pustulella là một loài bướm đêm thuộc họ Yponomeutidae. Nó được tìm thấy ở Costa Rica, ở đó nó meets Atteva aurea, về phía nam tới Uruguay và Argentina. Nó cũng có mặt ở Antilles. There are also several reports từ Dominica, Jamaica, Haiti và Martinique.

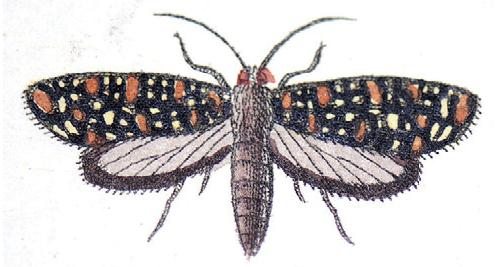
Hình ảnh gốc của Atteva punctella từm Plate 372 ở Stoll (1781).

Ấu trùng ănly on new shoots của Simarouba amara. Có ghi chú đối với 
Ailanthus altissima ở Argentina (Berg 1880), Castela erecta ở Saint Croix, Antilles (Walsingham, 1914), Castela peninsularis, Castela polyandra và Castela emory ở Hoa Kỳ (Powell et al. 1973), nhưng đây là các ghi chép đáng ngờ có thể xác định sai (Becker 2009).

## Hình ảnh

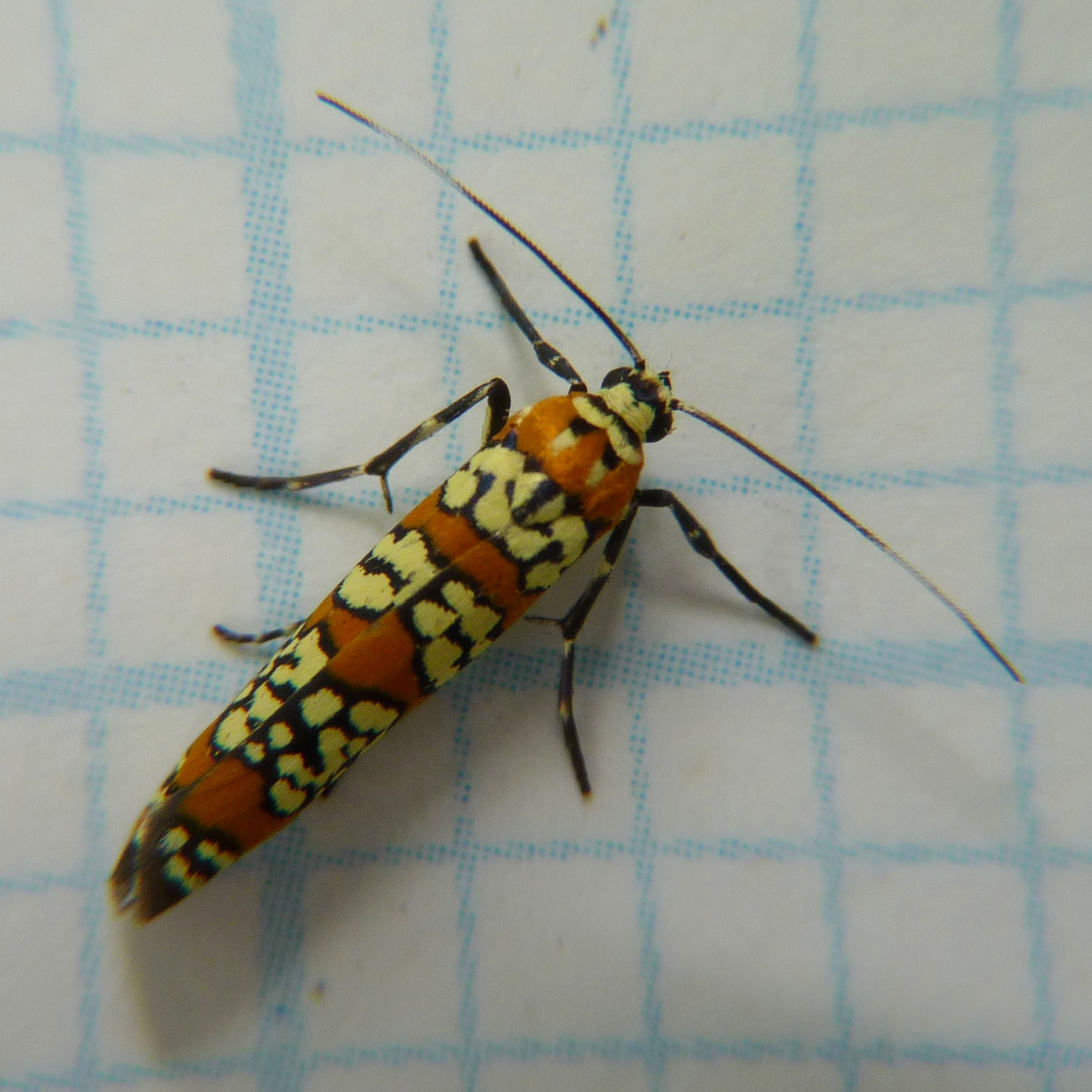
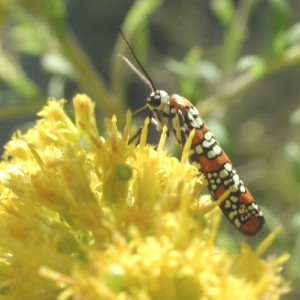
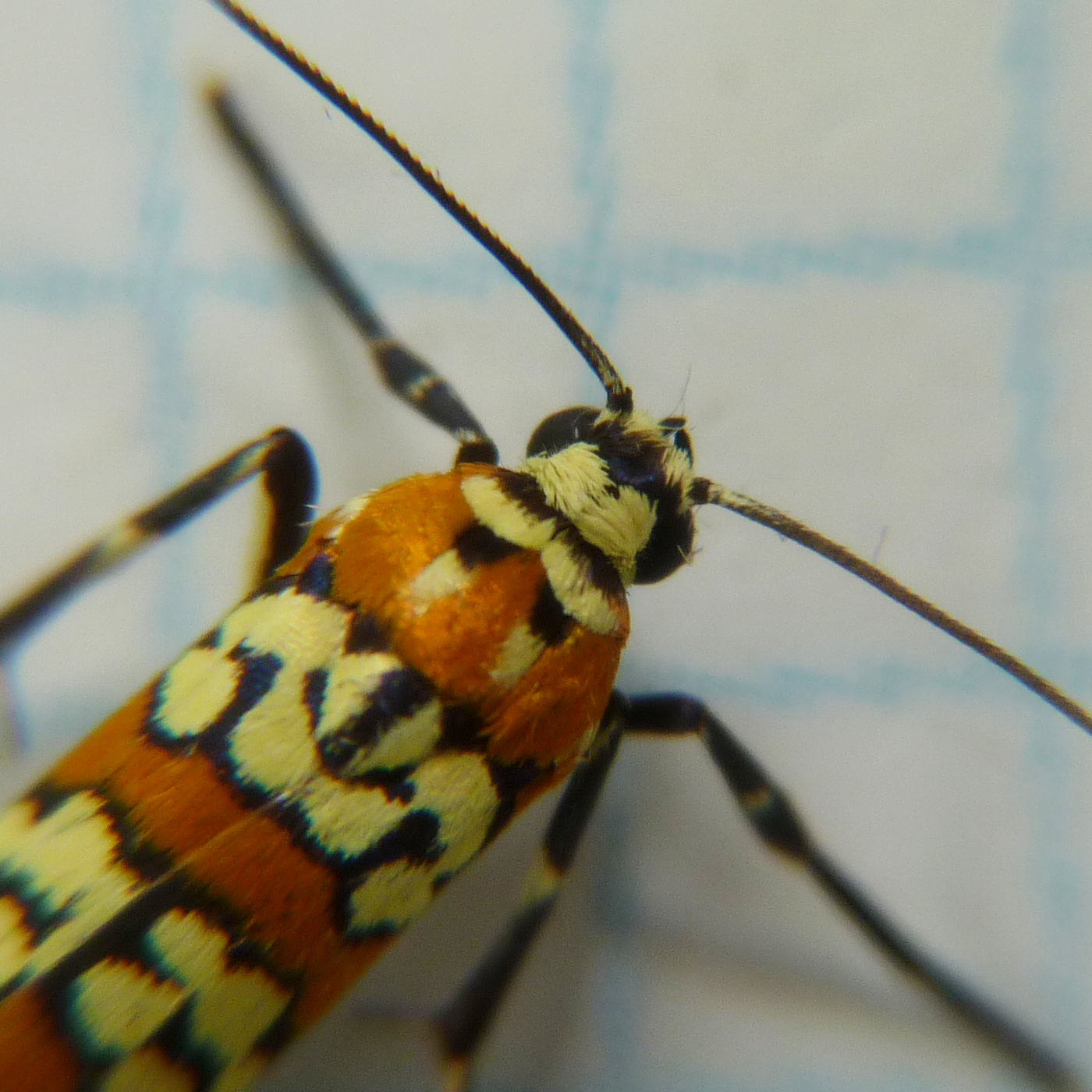
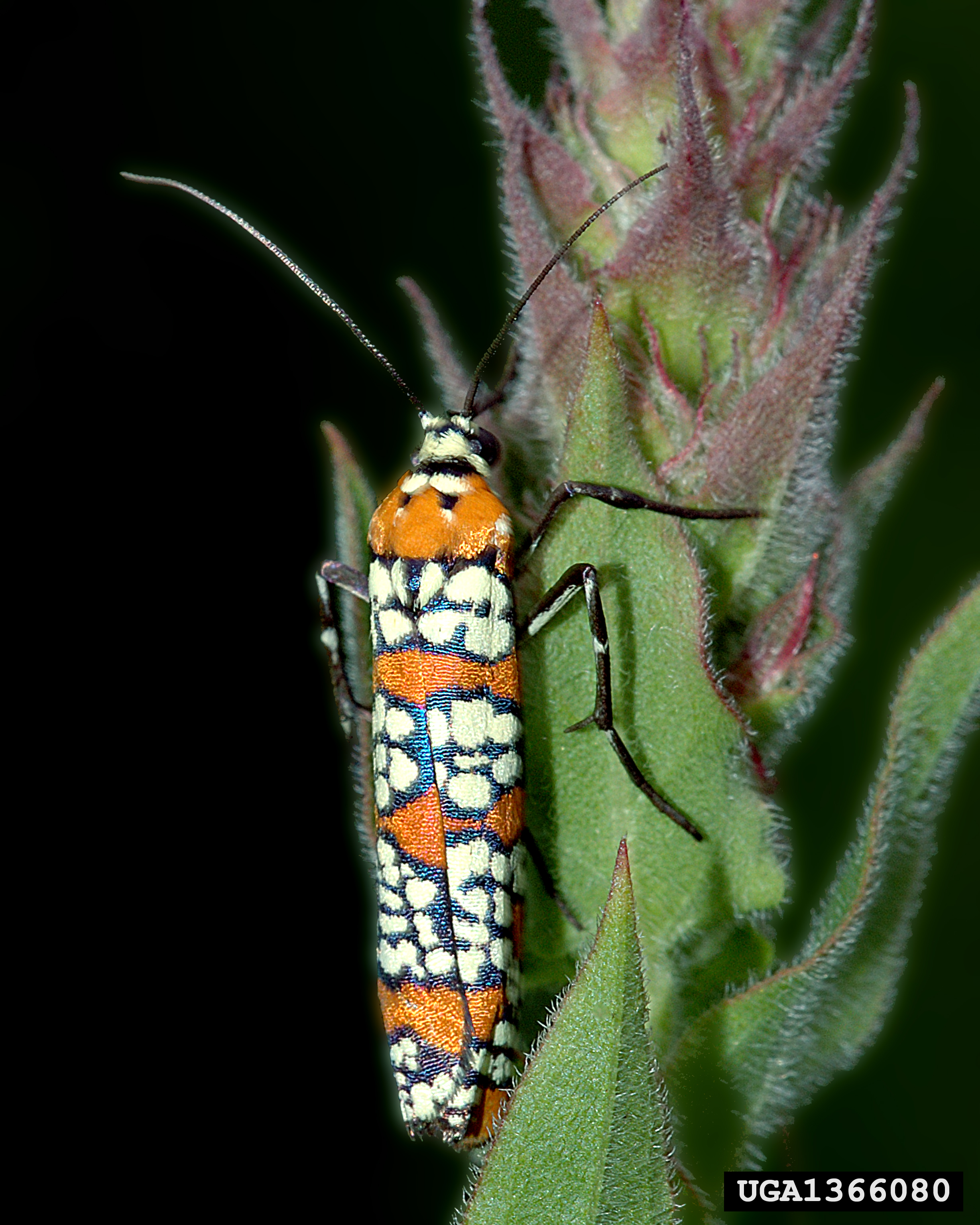